# Estación de Arnos Grove
Arnos Grove es una estación del Metro de Londres, ubicada en Arnos Grove, en el barrio de Enfield (Londres). Está en la Línea de Piccadilly, entre las estaciones de Bounds Green y de Southgate, y pertenece a la Zona 4. La estación se inauguró el 19 de septiembre de 1932, siendo entonces la estación más al norte en la primera sección de la extensión de la Línea de Piccadilly de Finsbury Park a Cockfosters. Era el término de la línea hasta que los servicios se extendieron aún más hasta Oakwood el 13 de marzo de 1933. Al viajar desde el este pariendo de Barons Court y a través del centro de Londres, Arnos Grove es la primera estación de superficie después del largo tramo en túnel de la Línea de Piccadilly. Posee cuatro andenes que dan acceso a tres vías.
La estación fue diseñada por el arquitecto Charles Holden y ha sido descrita como una obra importante de la arquitectura moderna. El 19 de febrero de 1971, la estación fue incluida en la lista de bienes patrimoniales de Grado II. En 2005 fue renovada, aunque manteniendo sus características originales. En julio de 2011, se actualizó al Grado II*. La estación fue galardonada con el premio al Mejor debutante y al Mejor jardín en general en el concurso Underground in Bloom 2011 y también en el concurso London in Bloom.

## Ubicación
La estación está ubicada en el A1110 de Bowes Road, y da servicio a una zona residencial de tamaño medio. Arnos Grove es la primera estación de superficie después de la larga sección del túnel que comienza al este de la Estación de Barons Court y pasa por el centro de Londres. La estación y el vecindario circundante de Arnos Grove toman sus nombres de la finca de Arnos Grove, que estaba al norte de la estación. La estación es parte del grupo de estaciones de Arnos Grove, que comprende las siete estaciones desde Cockfosters hasta Turnpike Lane, y la oficina de administración del grupo se encuentra en la estación de Arnos Grove. Unido a la estación por un pasillo junto a la línea está la Ash House, que es un lugar de espera para los maquinistas. Entre los lugares de interés cercanos se incluyen Arnos Park, Broomfield School y Bowes Road Library. La estación de Arnos Grove es conocida por su atrio circular. Da servicio a un vecindario tranquilo, pacífico y verde. Cuando llegó la extensión de la Línea de Piccadilly, se construyeron villas eduardianas en la zona.

## Historia
El Gran Ferrocarril del Norte (GNR) y su sucesor, el Ferrocarril de Londres y del Noreste (LNER), durante muchos años rechazaron dar el consentimiento para autorizar cualquier extensión del metro a los suburbios de Haringey y Enfield. En 1902, se obtuvo la aprobación parlamentaria para prohibir cualquier extensión adicional de las líneas del metro de Londres hacia el norte desde Finsbury Park. Esto creó un cuello de botella en Finsbury Park, por entonces el término norte de la Línea de Piccadilly. En 1923, surgió una campaña pública contra la prohibición parlamentaria de 1902, y Frank Pick había ascendido a Subdirector Gerente del Metro de Londres. Para ayudar a abordar este problema, Frank Pick recopiló fotografías de la congestión en Finsbury Park y las distribuyó a la prensa. En 1925, el LNER accedió a levantar las restricciones. Pick comenzó a trabajar en la propuesta de extensión y obtuvo la aprobación parlamentaria en 1929. El trazado se basó en la ausencia de desarrollos de propiedades inmobiliarias en la línea. La financiación se obtuvo de la legislación en virtud de la Ley de Desarrollo (Garantías de Préstamos y Subvenciones) en lugar de la Ley de Facilidades Comerciales. Los anillos del túnel, el cableado y el hormigón se produjeron en el norte de Inglaterra, mientras que los trabajadores industriales desempleados ayudaron en la construcción de la ampliación. Se utilizaron 22 escudos de túneles durante la construcción, que comenzó en 1930. La estación se inauguró el 19 de septiembre de 1932 como la terminal en la primera sección de la Línea de Piccadilly. La línea se extendió aún más, alcanzando Oakwood el 13 de marzo de 1933. Su nombre fue elegido después de una consulta pública: las alternativas eran "Arnos Park", "Bowes Road" y "Southgate".

### Incidentes
En la noche del 13 de octubre de 1940, durante los bombardeos sobre Inglaterra de los primeros años de la Segunda Guerra Mundial, un avión alemán arrojó una sola bomba sobre las casas al norte de la estación Bounds Green. La destrucción de las casas provocó el colapso del extremo norte del túnel de la plataforma en dirección oeste. Como resultado, los servicios de trenes entre Wood Green y Cockfosters se interrumpieron durante dos meses. El 11 de agosto de 1948, un tren de pasajeros descarriló cuando los bogies delantero y trasero de un vagón tomaron diferentes rutas en un aparato de vía de la estación. Durante los atentados del 7 de julio de 2005 en Londres, explotó una bomba en un tren que viajaba entre King's Cross St. Pancras y Russell Square. Los servicios de tren entre Hyde Park Corner y Arnos Grove se vieron interrumpidos hasta el 4 de agosto del mismo año.

## Edificio de la estación
Al igual que las otras estaciones que Charles Holden diseñó para la ampliación, Arnos Grove se construyó en un estilo moderno europeo, utilizando ladrillo, vidrio y hormigón armado, incorporando al diseño formas geométricas básicas. Una sala de acceso circular con forma de tambor rodeada de paneles de vidrio y de ladrillo se eleva desde una estructura baja de una sola planta, y está cubierta por un techo formado por una losa de hormigón plana. El diseño se inspiró en la Biblioteca Pública de Estocolmo, obra del arquitecto sueco Erik Gunnar Asplund. El centro del atrio está ocupado por una taquilla en desuso (un pasímetro en el lenguaje del metro de Londres) que alberga una exposición sobre la estación y la línea.

## La estación hoy

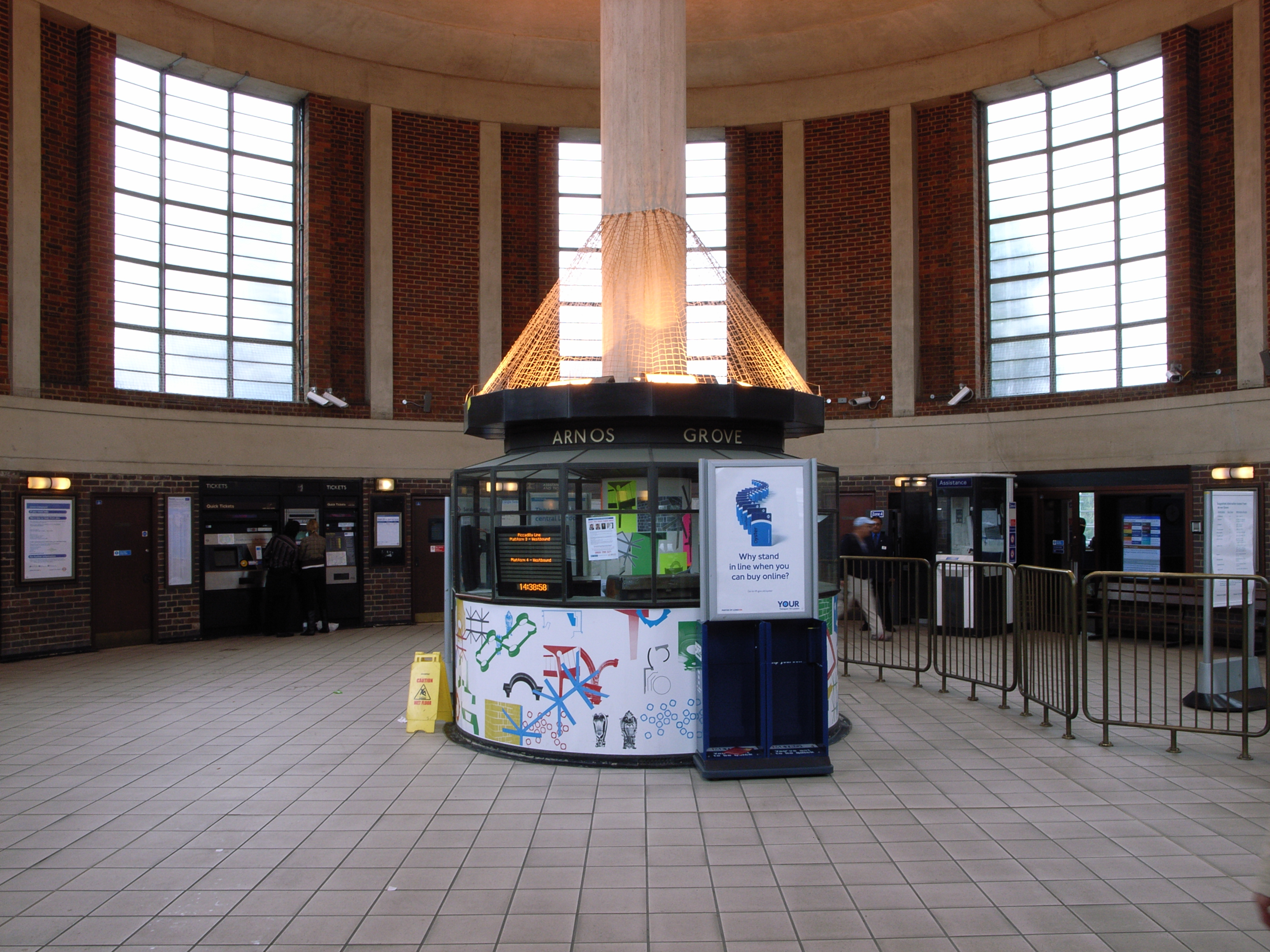
Interior de la estación, que muestra la taquilla circular con forma de tambor

Tres vías de tren paralelas pasan por la estación, con dos andenes de doble cara entre en la vía central y las vías exteriores. Los bordes de los andenes están marcados como andenes 1 y 2, y andenes 3 y 4, de tal forma que las dos vías exteriores son accesibles desde los andenes 1 y 4, y la vía central, generalmente utilizada por los trenes que terminan y retroceden. Se puede acceder a la estación de Arnos Grove desde las plataformas 2 y 3. Las plataformas 1 y 2 están designadas para los trenes a Cockfosters, mientras que las plataformas 3 y 4 son para los trenes con destino al centro de Londres.
En julio de 2011, Arnos Grove se convirtió en un monumento clasificado de grado II*. El edificio es uno de los 12 "Grandes Edificios Modernos" según el diario The Guardian en octubre de 2007. El Depósito para los Conductores de Arnos Grove ganó el premio al Mejor Debutante y al Mejor Jardín General en el concurso Underground in Bloom 2011 por su nuevo proyecto, que también supuso recibir un premio del concurso London in Bloom. Su página web cuenta toda la historia con fotografías del jardín y las ceremonias de la entrega de premios.

### Mejoras en la estación
En 2005, la estación se sometió a un programa de remodelación que incluía mejoras en los sistemas de señalización, seguridad e información de trenes. Se llevaron a cabo reparaciones generales y redecoraciones, se renovó el pavimento y se instaló una mejor iluminación, un sistema de seguridad CCTV mejorado y Puntos de Ayuda, siendo estos últimos aptos para personas con problemas de audición. Algunos de los signos originales están en una adaptación tipográfica 'petit-serif' de la tradicional letra característica del Metro de Londres, la Johnston Delf Smith Sans. Este tipo de letra fue diseñado por Charles Holden y Percy Delf Smith, un exalumno de Edward Johnston.
Durante el programa de remodelación, también se mantuvieron todas estas características patrimoniales:
- El edificio circular de ladrillo rojo 'caja de Sudbury' con techo de hormigón almenado en voladizo y vestíbulo al frente y a la izquierda.
- Paredes de ladrillo rojo oscuro que se extienden a ambos lados del edificio, en el parapeto del puente y también en el otro lado de Bowes Road
- Medallones de siluetas con marcos de bronce, con gráficos reinstalados de la década de 1930 en paneles de hormigón sobre paredes de ladrillo en ambos extremos del paso de acceso al autobús
- El mástil con la silueta redonda del logo del metro de los años 30 sobre el techo del vestíbulo
- Ventanas de altura completa

## Servicios y conexiones

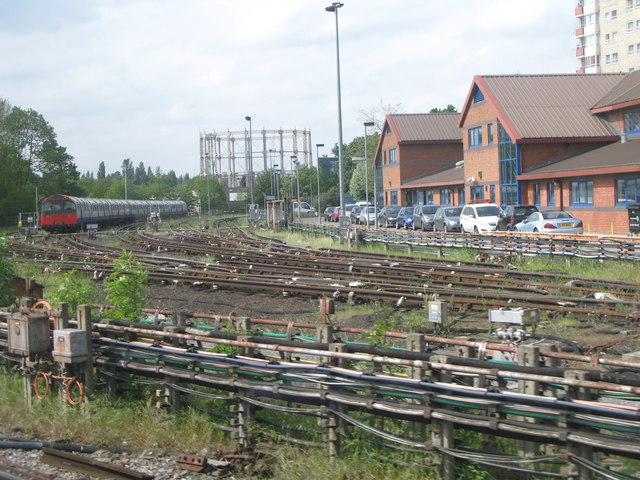
Los apartaderos del metro al sur de la estación de Arnos Grove

### Servicios
Un viaje entre Arnos Grove y Southgate suele tardar un poco más de cuatro minutos. Las frecuencias de los trenes varían durante el día, pero generalmente operan cada 3 a 9 minutos entre las 07:07 y las 01:07 en dirección este, y cada 2 a 6 minutos entre las 05:19 y las 00:06 en dirección oeste. Cuando se producen problemas operativos en la línea, la estación de Arnos Grove puede actuar como una terminal temporal de un servicio reducido, ya sea un servicio de transporte entre Arnos Grove y Cockfosters o un servicio acortado desde el centro de Londres. La estación tiene un conjunto de siete apartaderos al sur para el estacionamiento de trenes.

### Conexiones
- Las rutas del London Bus 34, 184, 232, 251, 298 y 382 y la ruta nocturna N91 sirven a la estación.[24]
- La Estación de ferrocarril de New Southgate está a diez minutos a pie de Arnos Grove. 51°36′51″N 0°08′35″O / 51.6140969, -0.1429563

## Lugares cercanos
- Bounds Green
- Muswell Hill
- New Southgate
- Palmers Green
- Southgate

## En la cultura popular
- El edificio de la estación aparece como la estación de metro "Marble Hill"[25] en el episodio "Primeros casos de Poirot" de la serie de televisión Agatha Christie's Poirot con David Suchet como Hércules Poirot.[26]
- La estación también aparece en dos películas, el drama de Faolan Jones "The Chase" (2013) y la nueva versión de 1999 de "The End of the Affair" protagonizada por Ralph Fiennes y Julianne Moore.
- Era popular un gato que vivía en la estación (llamado Spooky), que debió ser desalojado en 2014 al estacionamiento de la estación debido a la introducción de puertas de cierre automático en los tornos de acceso.[27]